# Heinrich Isaac
Heinrich Isaac (waarschijnlijk Brabant, circa 1450 - Florence, 26 maart 1517), ook gekend als Henricus Isaac en Arrigo il Tedesco, was een componist van de Franco-Vlaamse School tijdens de renaissance. Zijn werk was, met uitzondering van een paar liederen, eeuwenlang grotendeels in de vergetelheid geraakt, ofschoon heden ten dage belangrijk geacht.

## Levensloop

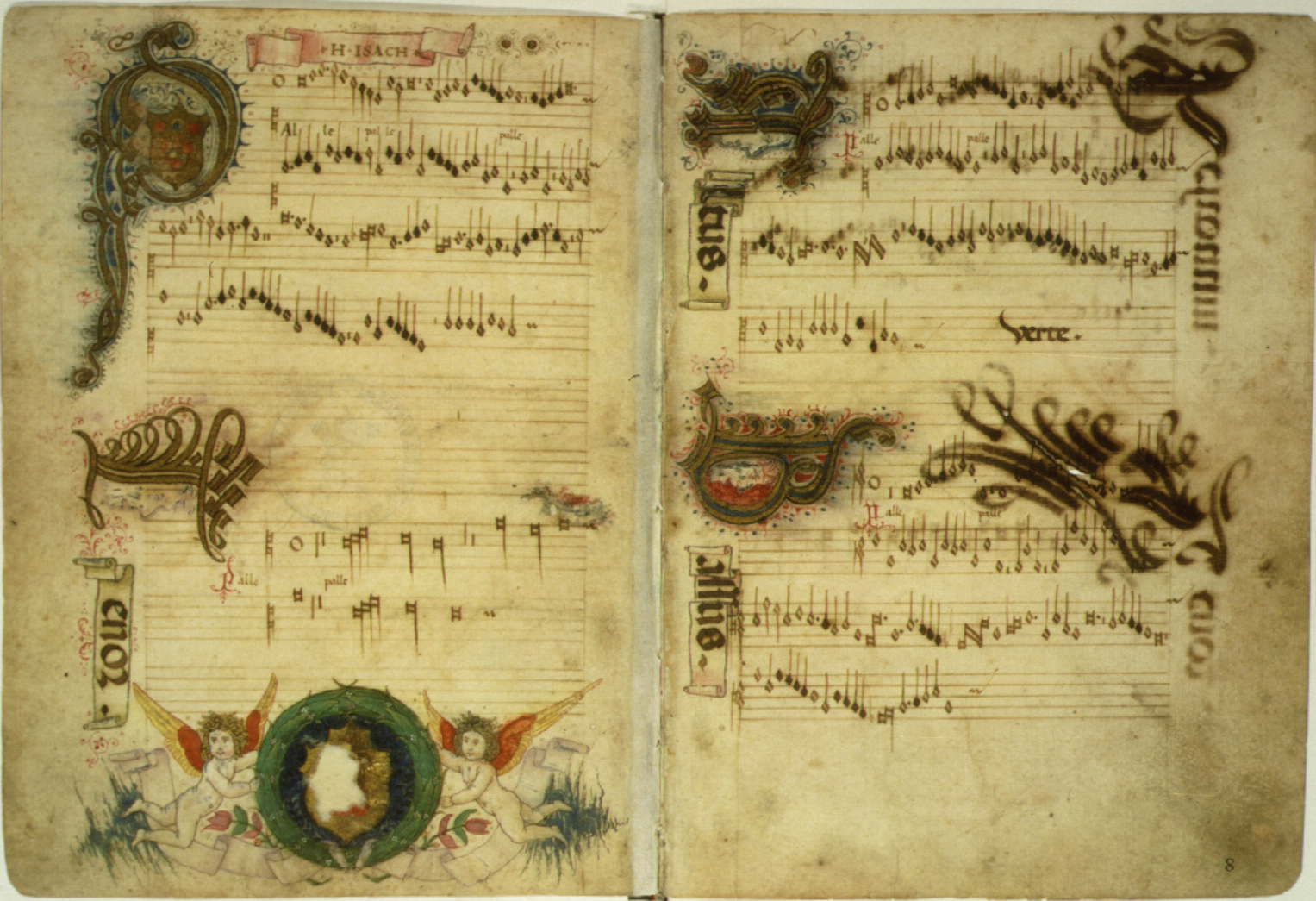
Heinrich Isaac: partituur van het vierstemmige motet Palle Palle

Zoals typisch voor componisten uit de periode, is van Isaacs persoonlijke leven weinig bekend. Hij moet omstreeks 1450 in Brabant geboren zijn. Tussen 1480 en 1492 werkte hij voor Lorenzo de Medici te Florence, alwaar hij organist in de kathedraal was. Hij bracht vervolgens een periode in Innsbruck door. Van het beroemde lied Innsbruck, ich muss dich lassen is de melodie en de eerste bijbehorende vierstemmige zetting van Isaac, maar de tekst van deze elegie is ouder en staat los van Isaacs verblijf in Innsbruck.
In 1497 verkreeg Isaac de meest prestigieuze post die een musicus te beurt kon vallen, toen keizer Maximiliaan I hem in Wenen tot hofcomponist benoemde. Hij zou het blijven tot zijn dood in 1517, alhoewel hij — daar hij ginds getrouwd was — sporadisch naar Florence terugkeerde en er ook overleed.
Isaac heeft een uitgebreide nalatenschap, met missen, motetten, liederen en instrumentale muziek. Zijn missen worden gekenmerkt door een grote bezetting en lange melodielijnen. Zijn liedjes zijn speels en veelal van een profaan karakter. In recente tijden zijn vele Oude-Muziekensembles Isaac gaan herwaarderen en de teneur is thans zo, dat men hem met Josquin des Prez vergelijkt, en hem een essentiële rol toedicht in de ontwikkeling van muzikale compositie in het Rooms-Duitse Rijk.
Zijn hoofdwerk was de Choralis Constantinus (I-III, 1550-1555) en de ca. 400 propriummotetten volgens de liturgie van Konstanz.
Vermeldenswaard zijn onder andere de motetten Resurrexi, et adhuc tecum sum; Angeli, Archangeli; Optime Pastor (voor een politiek treffen tussen de Oostenrijkse kardinaal Lang en paus Leo X) en Tota pulchra es. Bekende liederen zijn onder meer Mein Freund allein in aller Welt en het naar hedendaagse maatstaven enigszins vulgaire Greiner Zancker. Vele instrumentale stukjes voor allerlei instrumenten zijn bewaard.
Heinrich Isaac gold in zijn tijd, samen met Josquin des Prez, als de vooraanstaandste componist van Europa.
Componist Anton Webern (1883-1945) promoveerde bij de musicoloog prof. Guido Adler op Isaacs Choralis Constantinus.

## Werk

### Media
Innsbruck, ich muss dich lassenⓘ

### Missen
1. Missa Argentum et aurum;
2. Missa Chargé de deul (voor 1485);
3. Missa Comme femme desvonfortée;
4. Missa Comment peult avoir joie;
5. Missa Comment peult avoir joie;
6. Missa Een vrolic wesen;
7. Missa Et trop penser;
8. Missa Ferialis;
9. Missa La Spagna (de Bassadanze, Castila);
10. Missa Misericordias Domini;
11. Missa O Praeclara (La mi la sol);
12. Missa Quant j’ay au cueur;
13. Missa Salva nos; # Missa T’meisken was jonck;
14. Missa Une Musque de Biscaye;
15. Missa Virgo prudentissima.

### Alternatim-Missen
1. Missa de Apostolis (Magne Deus), 4v.;
2. Missa de apostolis, 5v.;
3. Missa de Apostolis, 6v.;
4. Missa de Beata Virgine (I), 4v.;
5. Missa de Beate Virgine (II), 4v.;
6. Missa de Beata Virgine (I), 5v.;
7. Missa de Beate Virgine (II), 5v.;
8. Missa de Beate Virgine, 6v.;
9. Missa de confessoribus, 4v.;
10. Missa de confessoribus, 5v.;
11. Missa de martyribus, 4v.;
12. Missa de martyribus, 5v.;
13. Missa de virginibus, 5v.; # Missa Paschale (I), 4v.;
14. Missa paschale (II) (ad organum), 4v.;
15. Missa paschale, 5v.;
16. Missa paschale, 6v.;
17. Missa solenne, 4v.;
18. Missa solenne, 5v.;
19. Missa solenne, 6v.

### Motetten
1. Accessit ad pedes Jesu, 4v.;
2. Alma redemptoris Mater, 4v.;
3. Angeli, Archangeli, 6v.;
4. Anima mea liquefacta est, 4v.;
5. Argentum et Aurum, 4v.;
6. Ave Ancilla trinitatis, 4v.;
7. Ave Regina caelorum (I), 4v.;
8. Ave Regina caelorum (II) 4v.;
9. Ave sanctissima Maria, 4v.;
10. Benedic Anima mea Domino, 4v.;
11. Christus Surrexit, 6v.;
12. Cum esset desponsata Mater, 4v.;
13. Defensor noster asprice, 4v.;
14. Dies est laetitiae, 4v.; # Discubuit jesus, 4(?) v. (Altus ontbreekt);
15. Ecce sacerdos magnus, 4v.;
16. Gaude dei genitrix, 4v.;
17. Gratias Refero tibi, 3v.;
18. Hodie Deus Homo factus, 4v.;
19. Hodie Scietis quia veniet, 5v.;
20. Illumina oculos meos, 3v.;
21. In Convertendo Dominus, 4v.;
22. Inviolata, integra et casta, 5v.;
23. Ista est speciosa, 4 (?) v. enkel Superius en Bassus;
24. Judea et Jerusalem, 4v.;
25. O Decus ecclesiae, 5v.;
26. O Maria, Mater Christi, 4v.;
27. Optime Divino, 6v.;
28. Oratio Jeremiae Prophetae: Recordare, 4v.;
29. Parce Domine populo tuo, 4v.;
30. Prophetarum Maxime, 4v. (vermoedelijk tussen 1484 en 1496 in Firenze gecomponeerd);
31. Quae est ista, 4v.;
32. Quid retribuam Domino... Credidi, 4v.;
33. Quid Retribuam tibi, Leo, 3v. (1510 / 1517, Lofbetuiging aan Paus Leo X);
34. Recordare Jesu Christe, 5v.;
35. Regina Caeli laetare, 5v.;
36. Salve Regina Misericordiae (II), 4v.;
37. Salve Regina Misericordiae (III), 4v;
38. Salve Virgo Sanctissima. 2. Ora precor Mater, 4v.;
39. Sancta Maria Virgo, 4v.;
40. Sancti Spiritus assit, 4v. (n.a.v. de Rijksdag van Constanz, 1507);
41. Spiritus Sanctus in te, 6v.;
42. Sub tuum Praesidium, 4v.;
43. Te mane laudum Carmine, 4v.;
44. Tota pulchra es, 4v.;
45. Tristitia vestra vertatur, 3v.;
46. Veni Sancte Spiritus, 4v.;
47. Verbum caro factum est, 4v.;
48. Virgo prudentissima, 4v;
49. Virgo prudentissima, 6v. (n.a.v. de Rijksdag van Constanz, 1507. Tekst van Joachim von Watt (Vadian) of Georg Slatkonia?).

### Wereldlijke Werken

#### Werken met een Frans of Nederlands tekstincipit
1. Adieu fillette de regnon;
2. An buos (richtig: Au bois?);
3. Comment peult avoir joye (I) (= Et incarnatus der Missa Comment peult /Wohlauff, 4v. en Et in Spiritum der Missa Comment peult /Wohlauff 6v.);
4. Comment peult avoir joye (II) (= Pleni der Missa Comment peult /Wohlauff, 4v en Patrem der Missa Comment peult /Wohlauff 6v.;
5. Digau a les donzelles. (Pour vostre amour.);
6. En l’ombre. (Il n’est plaisir.);
7. Et je boi d’autant;
8. Et qui la dira;
9. Fille vous aves mal gardé;
10. Gracieuse plaisante (een zetting voor klavier is bewaard gebleven);
11. Helas que devera;
12. Helogierons nous;
13. J’ay pris amours;
14. J’ay pris amours, 4v. (I);
15. J’ay pris amours, 4v. (II);
16. Je ne puis vivre;
17. Le Serviteur;
18. Maudit soit c’il qui trouva;
19. Mon pere m’a donnè mari;
20. O Venus bant;
21. Par ung chies do cure;
22. Par ung jour de matinee. (Hab mich lieb);
23. Pour vous plaisirs. (Parcere prostratis);
24. Serviteur suis. (Je suys malcontent);
25. Tart ara.

#### Werken met Italiaans tekstincipit
1. A La Battaglia (1485 – 1489);
2. Corri fortuna;
3. Fammi una gratia, amore:
4. Fortuna desperata;
5. Fortuna desperata in mi (I);
6. Fortuna desperata in mi (II);
7. Hor’ e di maggio;
8. (La) Martinella (I):
9. La Martinella (II);
10. La Morra. (Dona gentile);
11. La Piu vagha et piu bella;
12. La Spagna;
13. Lasso, quel ch’altri fugge (de baspartij is verloren gegaan);
14. Lieto et contento amore;
15. Morte che fai?:
16. Ne piu bella di queste (1485 / 1495);
17. Palle, palle (1485 / 1495);
18. Questo Mostrarsi adirata (Tekst: Angelo Poliziano; 1485 / 1495);
19. Sempre giro piangendo;
20. Un di lieto giamai (Tekst: Lorenzo de Medici, 1485 / 1495);

#### Werken met Duits tekstincipit
1. Ach Hertzigs K.;
2. Ach, was will doch mein Hertz;
3. Al mein mut;
4. Bruder Conrat (=Agnus III der Missa Carminum.);
5. Christ ist erstanden;
6. Christus ist erstanden;
7. Der Hund;
8. Der Welte fundt;
9. Ein Vrolic Wesen;
10. Erkennen thu mein traurigs G’müt;
11. Erst weiss ich (Carmen);
12. Es het ein Baur;
13. Es wolt ein meydlein (Dich mutter Gottes);
14. Freundtlich und mild;
15. Greiner, Zancker, Schnöpfitzer;
16. Ich stund an einem Morgen;
17. In Gottes Namen fahren wir (I);
18. In Gottes Namen fahren wir (II);
19. In meinem Sinn (I);
20. In meinem Sinn (II);
21. In meinem Sinn (III);
22. I(nn)sbruck, ich muss dich lassen (I);
23. Kein Ding auff erd (ook aan Wolfgang Grefinger toegeschreven);
24. Kein Frewd hab ich;
25. Las Rauschen;
26. Maria Junckfrow hoch gebor’n;
27. Mein Freud allein;
28. Mein Mütterlein;
29. O weiblich Art (Ach weiplich Art);
30. O werdes Glück;
31. Suesser Vatter;
32. Suesser Vatter (Die zehn gebot);
33. Wann ich des Morgens;
34. Was frewet mich;
35. Wohlauff, gut G’sell (=Qui tollis der Missa Comment peult / Wohlauff I,II) Contrafact;
36. Zart liepste Frucht;
37. Zwischen Perg und tieffe Tal;

#### Wereldlijke Latijnse tekstincipits
1. Genitile Spiritus;
2. Nil prosunt lacrimae;
3. Quis dabit capiti meo;
4. Sub cujus patula (Klaagzang op de dood van Lorenzo de Medici (1492) van Angelo Poliziano);
5. Quis dabit pacem (Klaagzang op de dood van Lorenzo de Medici (1492), gebaseerd op Seneca's Hercules Oetaeus (vs. 1514-45; 1580-86)).

#### Quodlibets
1. De tous biens playne /Et qui luy dira;
2. Donna di dentro / Dammene un pocho /Fortuna d’un gran tempo;
3. Fortuna desperata / Bruder Conrat;
4. Fortuna desperata / Sancte Petre;
5. Sanctus (Fortuna desperata);
6. Sustinuimus pacem / En L’ombre / une Musque.

#### Tekstloze werken en werken waarvan de taal ondefinieerbaar is
1. Carmen in fa (=Pleni der Missa Lalahe);
2. Carmen in fa;
3. La la hö hö (=Gloria der Missa Lalahe);
4. La mi la sol (= Patrem und Et unam sanctam der Missa O praeclara) 1502 als proefstuk voor Ercole d’Este gecomponeerd;
5. My my (Rondeau?);
6. vi Tekstloze driestemmige en ii tekstloze vierstemmige Carmina;